# Justus Strelow
Justus Strelow (* 30. Dezember 1996 in Dippoldiswalde) ist ein deutscher Biathlet.

## Biografie
Im Alter von 4 Jahren begann Strelow mit dem Skilanglauf und war zusammen mit seinen Eltern auf den Loipen in Altenberg und Umgebung unterwegs. Da der Biathlontrainer im Heimatverein ein guter Bekannter war, begann Strelow 2003 mit dem Biathlon. Bald folgten die ersten Rennen im Altenberger Sparkassencup. Um Sport und Schule zu kombinieren, wechselte er nach der Grundschule auf das Sportinternat in Altenberg. Es folgten Erfolge im DSV-Schülercup und Deutschlandpokal.
Strelow gab sein internationales Debüt im Rahmen der Biathlon-Juniorenweltmeisterschaften 2015 in Minsk. Dort lief er als Sechster, Siebter und Zehnter in allen drei Individualwettbewerben in die Top Ten. In der Saison 2015/16 nahm Strelow erstmals auch an zwei IBU-Junior-Cup-Wettkämpfen teil und wurde dort Sechster und Achter. Bei den Biathlon-Juniorenweltmeisterschaften 2016 nahm er nur im Einzel teil und belegte dort den 7. Platz. Strelow wurde auch für die Biathlon-Junioren-Europameisterschaften 2016 nominiert, bei denen er aber in allen drei Individualwettbewerben, an denen er teilnahm, die Top 30 verpasste.
In der nächsten Saison lief Strelow regelmäßiger im IBU-Junior-Cup und erreichte mehrmals einen Platz unter den besten 20. So auch bei den Biathlon-Juniorenweltmeisterschaften 2017, bei denen er nach einem 27. und einem 28. Platz in Einzel und Sprint 16. in der Verfolgung wurde und mit der deutschen Herrenstaffel, für die er als Startläufer fungierte, die Bronzemedaille gewinnen konnte. In der Gesamtwertung des IBU-Junior-Cups, zu der auch die Rennen der JWM zählen, belegte Strelow am Ende den 26. Rang.
In der Saison 2017/18 nahm Strelow nicht an internationalen Wettkämpfen teil. Er wurde aber Deutschlandpokal-Gesamtsieger und bei den Deutschen Meisterschaften 2018 Fünfter des Sprints, Achter der Verfolgung und Neunter mit der Staffel.
In der Saison 2018/19 bestritt Strelow erstmals Wettkämpfe im IBU-Cup der Senioren. Nach seinem Debütrennen am 29. November 2018, das er auf dem 15. Rang abschloss, konnte er bereits zwei Tage später als Dritter seinen ersten Podestplatz im IBU-Cup feiern. Bei den restlichen Wettbewerben dieser Saison war er jedoch nicht ganz so erfolgreich, so platzierte er sich meist außerhalb der Top Ten. Außerdem bestritt er ab Ende Januar keine Rennen mehr. Am Ende der Saison belegte er damit den 37. Rang in der Gesamtwertung des IBU-Cups.
Bei den Deutschen Meisterschaften 2019 wurde Strelow sowohl im Sprint als auch in der Verfolgung Fünfter. In der Saison 2019/20 nahm er an nahezu allen Wettkämpfen des IBU-Cups teil. Sein bestes Einzelergebnis war ein 5. Platz im Supersprint von Ridnaun. Er lief konstant unter die besten 30 und konnte auch mehrere Top-Ten-Resultate vorweisen, was am Ende den 14. Platz in den Gesamtwertung des IBU-Cups bedeutete. Bei den Biathlon-Europameisterschaften 2020 wurde er 17. im Supersprint, 42. im Sprint und 41. in der Verfolgung. Zusammen mit Stefanie Scherer konnte Justus Strelow in der Single-Mixed-Staffel dann aber hinter Norwegen die Silbermedaille gewinnen.
Die Saison 2020/21 begann mit dem 105. Platz im Sprint am Arber denkbar schlecht für Strelow. Er konnte seine Leistungen aber verbessern und belegte im nächsten Rennen einen 14. Platz und konnte dann als Startläufer mit der deutschen Herrenstaffel gar sein erstes Rennen im IBU-Cup gewinnen. Bei den Biathlon-Europameisterschaften 2021 in Duszniki-Zdrój wurde er Siebter im Einzel, 17. im Sprint und 11. in der Verfolgung. Wie im Vorjahr durfte an der Seite von Stefanie Scherer in der Single-Mixed-Staffel antreten und konnte erstmals eine Goldmedaille gewinnen und damit das Ergebnis von 2020, als er die Silbermedaille gewann, verbessern. Er konnte auch nach der EM gute Leistungen zeigen, im IBU-Cup erreichte er dreimal hintereinander den zweiten Platz, nämlich in Sprint, Verfolgung und Kurzem Einzel von Brezno-Osrblie. Außerdem gewann er mit der deutschen Herrenstaffel den Wettbewerb in der Slowakei. Beim Saisonfinale in Obertilliach im März 2021 konnte er als Dritter des Kurzen Einzels einen weiteren Podestplatz erreichen. Die Saison 2020/21 beendete Justus Strelow als Sechster der IBU-Cup-Gesamtwertung, wobei er vor allem in den Disziplinen Einzel und Verfolgung, in denen er jeweils den zweiten Platz der Disziplinwertung belegte, erfolgreich war. Aufgrund seiner Top-Ten-Platzierung in der IBU-Cup-Gesamtwertung durfte Strelow in Östersund beim Saisonfinale des Winters 2020/21 sein Weltcup-Debüt geben. Als 37. des Sprints und 30. der Verfolgung konnte er dabei auch in beiden Rennen, an denen er teilnahm, in die Punkteränge laufen.
Nachdem er beim Saisonfinale der letzten Saison erstmals am Weltcup teilgenommen hatte, startete er beim Saisonstart in Östersund. Er erzielte den 13. Rang im Sprint und den 48. Platz in der Verfolgung. Anschließend startete Strelow wieder im IBU-Cup. Mit dem Einzel in Antholz lief Strelow ein weiteres Rennen des Biathlon-Weltcups 2021/22, welches er auf dem 22. Platz beendete. Im IBU-Cup erzielte er den fünften Platz in der Gesamtwertung, wobei er die Gesamtwertung des Supersprints gewinnen konnte. Überdies gewann er bei den Biathlon-Europameisterschaften 2022 zusammen mit Franziska Hildebrand die Bronzemedaille in der Single-Mixed-Staffel.
Bei den Deutsche Meisterschaften 2022 gewann Strelow die Bronzemedaille in der Verfolgung. In der Saison 2022/23 lief er durchgehend im Weltcup. Beim Saisonstart in Kontiolahti erzielte er den 13. Rang in der Verfolgung sowie jeweils den 17. Platz im Sprint und im Einzel. Überdies erzielte er zusammen mit Johannes Kühn, Benedikt Doll und Roman Rees den zweiten Platz in der Staffel. Beim anschließenden Weltcup in Hochfilzen erreichte er den neunten Rang im Sprint, womit er die Qualifikationskriterien des DSV für die Weltmeisterschaften erfüllte. In der Staffel erreichte er mit der gleichen Besetzung wie in Kontiolahti den dritten Rang. In Antholz erzielte er den achten Platz im Sprint, womit er sein bestes Einzelergebnis erreichen konnte. In der anschließenden Verfolgung erreichte er den 9. Rang. Bei den Biathlon-Weltmeisterschaften 2023 in Oberhof, welche zugleich auch seine erste Teilnahme an den Weltmeisterschaften war, erzielte Strelow den 11. Platz in der Verfolgung, den 12. Rang im Sprint und jeweils den 13. Platz im Einzel und dem Massenstart. Mit der Staffel erzielte er die fünfte Platzierung. Nachdem er bei den weiteren Weltcups mit vielen Punkteplatzierungen weitere Weltcuppunkte sammeln konnte, belegte er am Ende der Saison den 21. Platz im Gesamtweltcup.

## Statistik

### Weltcupsiege
| Nr. | Datum         | Ort     | Disziplin              |
| --- | ------------- | ------- | ---------------------- |
| 1.  | 20. Jan. 2024 | Antholz | Single-Mixed-Staffel 1 |

### Weltcupplatzierungen
Die Tabelle zeigt alle Platzierungen (je nach Austragungsjahr einschließlich Olympische Spiele und Weltmeisterschaften).
- 1.–3. Platz: Anzahl der Podiumsplatzierungen
- Top 10: Anzahl der Platzierungen unter den ersten zehn (einschließlich Podium)
- Punkteränge: Anzahl der Platzierungen innerhalb der Punkteränge (einschließlich Podium und Top 10)
- Starts: Anzahl gelaufener Rennen in der jeweiligen Disziplin
- Staffel: inklusive Mixed- und Single-Mixed-Staffeln

| Platzierung               | Einzel | Sprint | Verfolgung | Massenstart | Staffel | Gesamt |
| ------------------------- | ------ | ------ | ---------- | ----------- | ------- | ------ |
| 1. Platz                  |        |        |            |             | 1       | 1      |
| 2. Platz                  | 1      |        |            |             | 2       | 3      |
| 3. Platz                  |        |        |            |             | 2       | 2      |
| Top 10                    | 1      | 3      | 2          | 3           | 6       | 15     |
| Punkteränge               | 7      | 13     | 13         | 8           | 7       | 48     |
| Starts                    | 8      | 16     | 14         | 8           | 7       | 53     |
| Stand: Saisonende 2023/24 |        |        |            |             |         |        |

### Weltmeisterschaften
|                                               | Einzelwettbewerbe | Einzelwettbewerbe | Einzelwettbewerbe | Einzelwettbewerbe | Staffelwettbewerbe | Staffelwettbewerbe | Staffelwettbewerbe |
| Einzel                                        | Sprint            | Verfolgung        | Massenstart       | Männerstaffel     | Mixed-Staffel      | S.-M.-Staffel      |                    |
| --------------------------------------------- | ----------------- | ----------------- | ----------------- | ----------------- | ------------------ | ------------------ | ------------------ |
| Weltmeisterschaften 2023 Oberhof              | 13.               | 12.               | 11.               | 13.               | 5.                 | –                  | –                  |
| Weltmeisterschaften 2024 Nové Město na Moravě | –                 | –                 | –                 | 16.               | 4.                 | 5.                 | 6.                 |
| Weltmeisterschaften 2025 Lenzerheide          | –                 | 30.               | 31.               | –                 | –                  | 3.                 | 3.                 |

### Europameisterschaften
| Europameisterschaften | Europameisterschaften | Einzel | Sprint | Verfolgung | Supersprint | Mixed-Staffel | Single-Mixed-Staffel |
| Jahr                  | Ort                   | Einzel | Sprint | Verfolgung | Supersprint | Mixed-Staffel | Single-Mixed-Staffel |
| --------------------- | --------------------- | ------ | ------ | ---------- | ----------- | ------------- | -------------------- |
| 2020                  | Minsk-Raubitschy      |        | 42.    | 41.        | 17.         | –             | 2.                   |
| 2021                  | Duszniki-Zdrój        | 7.     | 17.    | 11.        |             | –             | 1.                   |
| 2022                  | Arber                 | 41.    | 5.     | 8.         |             | –             | 3.                   |